# NGC 6439
NGC 6439 is een planetaire nevel in het sterrenbeeld Boogschutter. Het hemelobject werd op 18 augustus 1882 ontdekt door de Amerikaanse astronoom Edward Charles Pickering.

## Synoniemen
- PK 11+5.1